# 菲尔·伯罗斯
菲尔·伯罗斯（英語：Phil Burrows，1980年4月25日—），新西兰男子曲棍球运动员。他曾代表新西兰参加2002年、2006年、2010年和2014年英联邦运动会曲棍球比赛，获得一枚银牌和一枚铜牌。